# Замок Вадуц
Замок Вадуц (нем. Schloss Vaduz) — замок в Лихтенштейне, официальная резиденция князя, получивший название по городу Вадуц, на холме над которым он расположен.

## История
Замок был построен, по всей видимости, графами Верденбергами-Заргансами, во всяком случае его первое упоминание встречается в документе, подтверждающем переход собственности на замок от графа Рудольфа фон Верденберга-Зарганса к Ульриху фон Мачу. Донжон замка, датируемый XII веком, и сооружения в его восточной части считаются старейшими. Донжон стоит на фундаменте размером 12 на 13 метров с толщиной стен 4 метра на уровне основания. Возведение часовни замка, посвящённой Святой Анне, также традиционно относится к средним векам, хотя она и имеет позднеготический основной алтарь. 
В 1499 году во время Швабской войны замок был разрушен швейцарскими войсками. В период правления графа Каспара фон Хоэнемса (1613—1640) была расширена западная часть замка.
Семья Лихтенштейн получила замок в свою собственность после приобретения графства Вадуц в 1712 году. В 1719 году император Карл VI объединил с последним приобретенное Лихтенштейнами в 1699 году владение Шелленберг, основав Княжество Лихтенштейн.
В период с 1905 по 1920 годы в период правления князя Иоганна II в замке прошла значительная реконструкция, при князе Франце Иосифе II в начале 1930-х годов — он также был существенно расширен. С 1938 года замок выступает в качестве основной резиденции княжеской семьи и закрыт для широкого доступа.
- Замок Вадуц с горами на заднем плане
- Ближний вид замка
- Работы по реконструкции башни замка
- Вид с высоты замка на город Вадуц и долину Рейна